# Ivan Magnani
Ivan Magnani detto Il Terribile (Grosseto, 10 febbraio 1919 – Grosseto, 20 marzo 2003) è stato un fantino italiano.
Il Terribile ha corso il Palio di Siena in venticinque occasioni, riuscendo a vincere una volta: nel luglio 1952 per la Lupa.

## Rivalità tra Nicchio e Montone
Il Terribile fu tra i protagonisti della nascita ufficiale della rivalità tra Montone e Nicchio, datata agosto 1952. Infatti, già nei giorni di vigilia del Palio la tensione fra i popoli di Nicchio e Montone era palpabile: avvenne un violento scontro al Ponte di Romana ed a poche ore dal Palio, secondo alcune voci, le dirigenze espressero la volontà reciproca di nerbarsi durante la carriera. A peggiorare ulteriormente la situazione ci pensarono i due fantini, Il Terribile del Montone ed Albano Nucciotti detto Ranco del Nicchio.
I due lavoravano insieme presso il Centro Raccolta Quadrupedi di Grosseto ed i loro rapporti si erano deteriorati dopo che Magnani era stato promosso guardia giurata prima di Nucciotti. La promozione consentì al Terribile di dedicare più tempo all'allenamento e la cosa non andò giù a Ranco che era alla ricerca di un pretesto per sbollire la sua rabbia e per vendicarsi del collega. L'occasione si presentava propizia per entrambi: Il Terribile con l'esperto cavallo Lirio poteva bissare il successo conquistato nel luglio precedente con Niduzza per la Lupa; Ranco con Archetta poteva giocarsi tutte le sue carte per centrare il secondo successo a Siena.
Dopo una mossa estenuante, per l'infortunio ad Amaranto nel Bruco, si delineò subito il duello fra Nicchio e Montone. Ranco partì primo ma dopo poco fu raggiunto dal Terribile ed iniziò uno scambio di nerbate furibondo.
Al secondo Casato Ranco non riuscì a reggere più le nerbate del rivale e finì in terra. Il Montone prese deciso il comando ma all'ultima curva Il Terribile fu beffato dalla rimonta dell'Oca e subito dopo scoppiarono degli incidenti.
Il Terribile fu malmenato ed al rientro in contrada molti nicchiaioli, spalleggiati da alcuni torraioli, invasero le strade del Valdimontone. Furono momenti di grande paura per i malcapitati contradaioli del Montone che non riuscirono a mettersi al sicuro. L'ordine venne ristabilito a fatica e fu necessario l'intervento della polizia. La reazione dei nicchiaioli ebbe una duplice valenza: per prima cosa il Montone aveva impedito la vittoria di Ranco per la propria contrada; in secondo luogo Il Terribile s'era fatto beffare proprio dall'Oca, la rivale del Nicchio fin dal 1934. La rottura ormai era sancita: il Priore del Montone, Cesare Roggi, qualche giorno dopo scrisse una dura lettera al suo collega del Nicchio senza ricevere risposta.
Il 27 agosto l'assemblea del Montone decise all'unanimità di rompere ogni rapporto col Nicchio dando di fatto il via alla rivalità odierna.

## Presenze al Palio di Siena
Le vittorie sono evidenziate ed indicate in neretto.
| Palio            | Contrada     | Cavallo            |
| ---------------- | ------------ | ------------------ |
| 2 luglio 1949    | Selva        | Salomè (scosso)    |
| 16 agosto 1949   | Selva        | Fato               |
| 28 maggio 1950   | Aquila       | Stella (scosso)    |
| 2 luglio 1950    | Aquila       | Miranda            |
| 16 agosto 1950   | Lupa         | Lola               |
| 2 luglio 1951    | Valdimontone | Fato               |
| 16 agosto 1951   | Torre        | Dorina             |
| 2 luglio 1952    | Lupa         | Niduzza            |
| 16 agosto 1952   | Valdimontone | Lirio              |
| 2 luglio 1953    | Selva        | Gaudenzia (scosso) |
| 16 agosto 1953   | Lupa         | Gaudenzia (scosso) |
| 2 luglio 1954    | Valdimontone | Ravi II            |
| 16 agosto 1954   | Valdimontone | Pinocchio          |
| 5 settembre 1954 | Giraffa      | Uganda             |
| 2 luglio 1955    | Chiocciola   | Roburrina          |
| 16 agosto 1955   | Istrice      | Trappola (scosso)  |
| 2 luglio 1956    | Istrice      | Ondina (scosso)    |
| 16 agosto 1956   | Aquila       | Ravi II            |
| 2 luglio 1957    | Nicchio      | Isabella           |
| 16 agosto 1957   | Leocorno     | Gaudenzia          |
| 2 luglio 1958    | Leocorno     | Zara (scosso)      |
| 16 agosto 1958   | Onda         | Urbino             |
| 2 luglio 1959    | Tartuca      | Briosa             |
| 16 agosto 1959   | Istrice      | Briosa (scosso)    |